# Aderkomyces thailandicus
Aderkomyces thailandicus é uma espécie de líquen da família Gomphillaceae. Foi descrito cientificamente em 2011.